# Lampe à décharge
 (novembre 2020).
Si vous disposez d'ouvrages ou d'articles de référence ou si vous connaissez des sites web de qualité traitant du thème abordé ici, merci de compléter l'article en donnant les références utiles à sa vérifiabilité et en les liant à la section « Notes et références ».

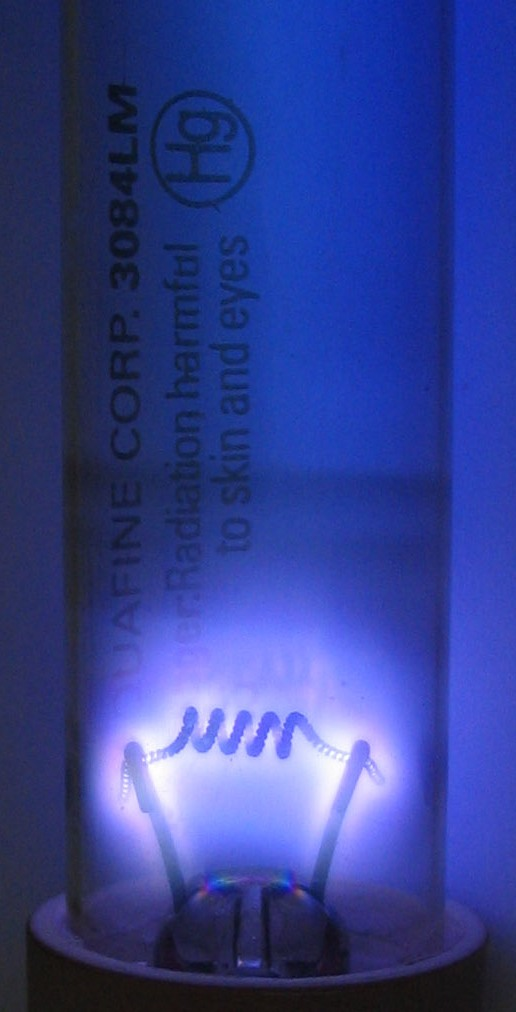
Lampe germicide à vapeur de mercure.

Une lampe à décharge est une lampe électrique constituée d'un tube ou d'une ampoule en verre remplie de gaz ou de vapeur métallique, sous haute ou basse pression, à travers lequel on fait passer un courant électrique, il s'ensuit une conversion en photons donc de la lumière.
La couleur de la lumière émise par luminescence, par ces lampes dépend du gaz utilisé parmi lesquels :
- le néon donne une couleur rouge ;
- le mercure s'approche du bleu tout en produisant une quantité d'ultraviolet importante ;
- le sodium rayonne dans le orange ;
- le xénon est légèrement grisé à gris clair ou à forte intensité bleu-vert très vif à bleu.

## Principe de fonctionnement

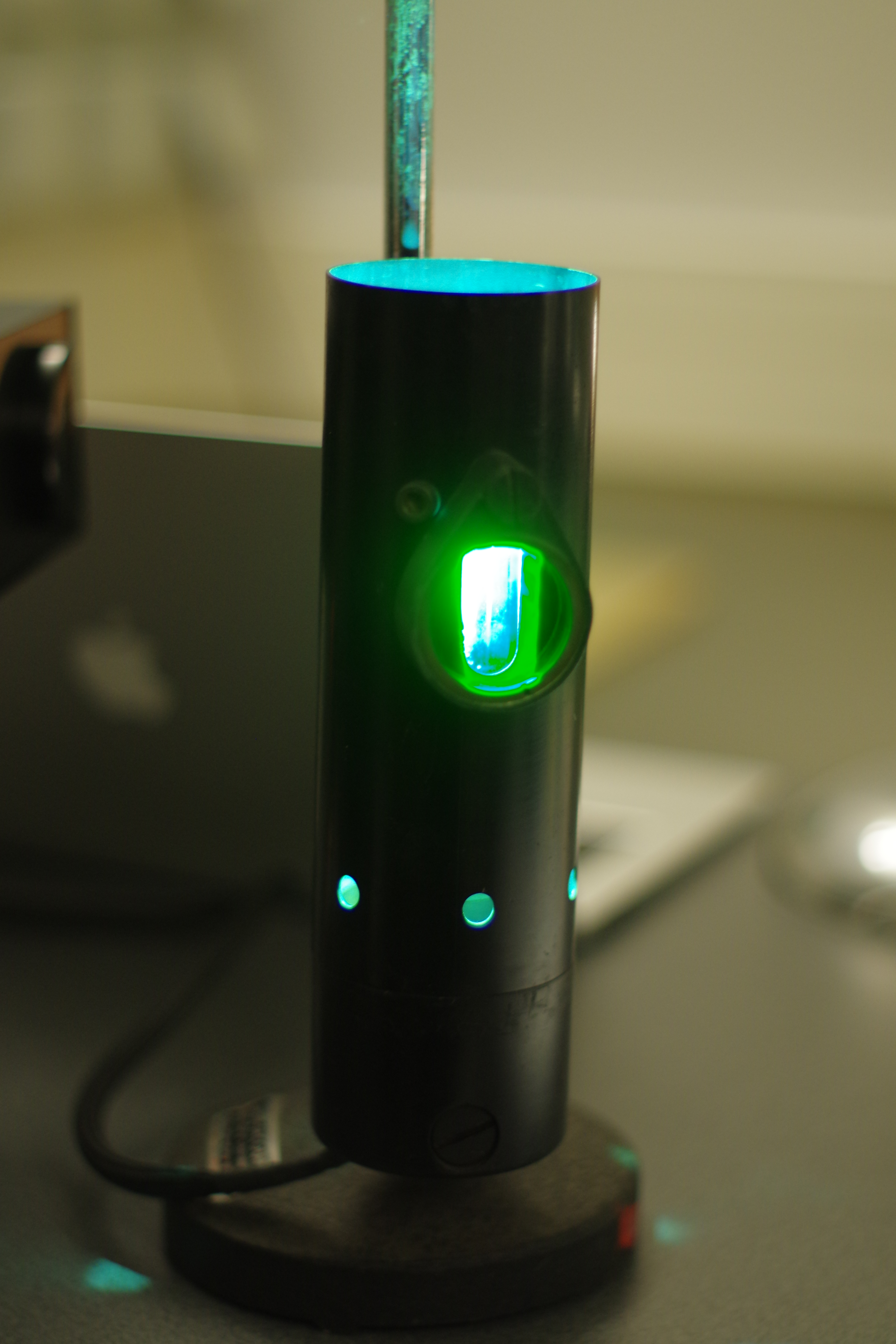
Exemple de lampe spectrale.

Les molécules du gaz utilisé ont la faculté de s'ioniser lorsqu'elles sont soumises à la différence de potentiel créée entre les électrodes situées de chaque côté de la lampe. Les électrons libérés sont attirés par l'électrode positive – nommée cathode – et les ions positifs par l'autre, nommée anode. Un courant électrique s'établit provoqué à la fois par un flux d'électrons et par un flux d'ions positifs. De nombreuses collisions se produisent entre les particules chargées circulant et les électrons encore liés à un noyau atomique. Lors de ces collisions, les électrons sont chassés de leur orbite, changent de couche et y reviennent en émettant un photon, dont la longueur d'onde (sa couleur) dépend de l'énergie qu'il contient mais habituellement comprise dans le spectre du visible ou de l'ultraviolet. Ils peuvent également se libérer complètement de l'atome qui les contient, et ainsi accroître le courant d'électrons circulants. C'est ainsi qu'un phénomène d'amorçage se produit à la mise sous tension de la lampe : le courant initialement très faible explose littéralement pour atteindre la puissance maximale donnée par le générateur électrique.

## Histoire
Francis Hauksbee a, le premier, décrit une lampe à décharge en 1705. Il montra qu’un globe de verre dans lequel on a réalisé un vide partiel ou complet, lorsqu’il est chargé d’électricité statique, peut produire une lumière suffisante pour permettre de lire. Sir Humphry Davy décrivit en 1802 le premier arc électrique à la Royal Institution de Londres. Depuis, de nombreuses recherches ont été réalisées sur les sources de lumière à décharge, car elles produisent de la lumière à partir de l’électricité de façon considérablement plus efficace que les lampes à incandescence.
Plus tard, on a découvert que l’arc de décharge peut être optimisé en utilisant un gaz inerte au lieu de l’air en tant que milieu. Pour cette raison, dans le passé, des gaz nobles tel que le néon, l’argon, le krypton ou le xénon furent employés tout comme le dioxyde de carbone.
L’introduction de la lampe à vapeur de métal, incluant divers métaux à l’intérieur du tube de décharge, fut une avancée postérieure. La température du gaz de décharge vaporise un peu de métal et la décharge est alors produite presque exclusivement par la vapeur de métal. Habituellement, on utilise du sodium et du mercure en raison de leur haute pression de vapeur qui augmente l’efficacité de l’émission électromagnétique dans le spectre visible.
Un siècle de recherche supplémentaire a conduit à des lampes sans électrodes. À la place, le gaz est excité par des émetteurs de micro-ondes ou d’ondes radio. De plus, des sources de lumière de puissance bien moins importante ont été créées, permettant d'étendre les applications de l’éclairage à décharge aux habitations ou aux utilisations en extérieur.

## Couleur
Chaque gaz, en fonction de sa structure atomique, émet dans certaines longueurs d’onde, ce qui se traduit par différentes couleurs d’éclairage. Pour pouvoir évaluer la capacité d’une source de lumière à reproduire la couleur de divers objets éclairés par cette source, la Commission Internationale de l'éclairage (CIE) a introduit l’indice de rendu de couleur. Certaines lampes à décharge ont un indice inférieur à 100 ce qui signifie que les couleurs apparaissent complètement différentes que, par exemple, sous la lumière du Soleil. Dans la vente de prêt à porter, certains clients qui s'en rendent bien compte vont à la lumière du Soleil, quand ils choisissent un vêtement, pour déterminer sa « véritable » couleur.
| Gaz / Spectre d'émission à basse pression | Couleur | Remarques | Image |
| ----------------------------------------- | --- | --- | ----- |
| Hélium                                    | Orange tirant sur le blanc ; peut tirer sur le gris, le bleu ou le vert-bleu sous certaines conditions.                                   | Utilisé par les artistes pour des besoins éclairages particuliers. |       |
| Néon                                      | Rouge. | Lumière intense. Fréquemment utilisé pour les enseignes et les lampes au néon. |       |
| Argon                                     | Violet et bleu lavande pâle. | Souvent utilisé avec des vapeurs de mercure. |       |
| Krypton                                   | Blanc légèrement grisé. Peut tirer sur le vert. Bleu vif et blanc à forte intensité.                                                      | Utilisé par les artistes pour des besoins d'éclairages particuliers. |       |
| Xénon                                     | Blanc légèrement grisé à gris clair ou à forte intensité bleu-vert très vif à bleu.                                                       | Utilisé dans les stroboscopes, les phares au xénon, les lampes à arc au xénon, et par les artistes pour des besoins d'éclairage particuliers.                                                                                       |       |
| Azote                                     | Similaire à l’argon mais plus terne et tirant plus sur le rose ; blanc tirant sur le bleu vif à forte intensité ; plus blanc que l’argon. | |       |
| Oxygène                                   | Violet - lavande, plus pâle que l’argon.                                                                                                  | |       |
| Hydrogène                                 | Lavande à faible intensité ; magenta tirant sur le rose au-delà de 10 mA.                                                                 | |       |
| Vapeur d'eau                              | Similaire à l’hydrogène mais plus pâle.                                                                                                   | |       |
| Dioxyde de carbone                        | Blanc tirant sur le bleu clair ; plus vif que le xénon en faible intensité.                                                               | |       |
| Mercure                                   | Bleu clair, ultraviolet intense. | Utilisé en combinaison avec le phosphore pour générer de nombreuses couleurs du spectre lumineux. Largement utilisé dans les lampes à vapeur de mercure et les lampes aux halogénures métalliques. Souvent utilisé avec de l’argon. |       |
| Sodium                                    | Jaune orangé | Largement utilisée dans les lampes à vapeur de sodium. |       |

## Lampes à décharge les plus courantes

### Lampes à décharge basse pression

#### Tubes fluorescents
Les tubes fluorescents produisent jusqu’à 100 lumens par watt. Ce type de lampe est le type le plus utilisé en éclairage de bureau ainsi que dans de nombreuses autres applications tertiaires. Les tubes fluorescents sont communément, mais faussement, encore appelés lampes néon. Ils sont pourtant très différents car la lumière émise par la décharge n'est pas directement visible. C'est une poudre déposée sur la surface intérieure du tube qui réémet dans le domaine visible.

#### Lampes à vapeur de sodium basse pression
Ce type de lampe est le type de lampe à décharge le plus efficace, produisant jusqu’à 200 lm/W, aux dépens d’un rendu de couleurs très pauvre. La lumière jaune quasi monochromatique est acceptable uniquement pour l’éclairage public et les utilisations similaires.

### Lampes à décharge haute pression

#### Lampes aux halogénures métalliques
Les lampes aux halogénures métalliques produisent de la lumière presque blanche et atteignent 100 lm/W. Les utilisations comprennent l’éclairage d’intérieur d’immeubles de grande hauteur, de parking, de magasins, de terrains de sports.

#### Lampes à vapeur de sodium haute pression
Les lampes à vapeur de sodium haute pression produisent jusqu’à 150 lm/W. Ces lampes produisent un spectre de lumière plus large que la lampes à vapeur de sodium basse pression. Elles sont aussi utilisées pour l’éclairage public et pour la photo-assimilation artificielle dans la culture de plantes.

#### Lampes à vapeur de mercure
Ce type de lampe est le type de lampe haute pression le plus ancien. Il a été remplacé dans la majeure partie des utilisations par des lampes à vapeur de sodium haute pression et, parfois, par des lampes aux halogénures métalliques.

### Dénominations commerciales
| Type de lampe / Marques             | Philips           | Osram         | Sylvania    |
| ----------------------------------- | ----------------- | ------------- | ----------- |
| Sodium basse pression               | SOX               | SOX           | SLP         |
| Sodium haute pression               | SDW, SON          | NAV           | SHP, SHX    |
| Mercure haute pression              | HPL               | HQL, HWL      | HSL, HSB    |
| Halogénures ou iodures métalliques, | HPI, MHN/MHW, CDM | HQI (en), HCI | HSI, MS, MP |
| Induction                           | QL                | /             | /           |

## Utilisation
- Tube fluorescent
- Lampe fluorescente
- Tube néon

## Lampes à vapeur de mercure
Ces lampes comportent un tube à décharge en quartz qui contient du mercure mélangé à de l'argon. Leur durée de vie est en théorie fixée à 24 000 h ; en pratique beaucoup de ces lampes les dépassent largement. Dépendant de leur qualité de fabrication, leur flux lumineux diminue plus ou moins vite. Il n'est pas rare de voir certaines lampes à vapeur de mercure éclairant encore décemment après 40 000 h et certaines fonctionnent encore à leur plein flux lumineux après 60 000 h. Poussée à son maximum, une lampe à vapeur de mercure peut très aisément dépasser 100 000 h, voire 300 000 h. Peu de gens attendent si longtemps avant de remplacer les lampes, le flux lumineux étant bien souvent insuffisant au bout de 50 000 h. Leur efficacité lumineuse varie donc entre 20 et 60 lm/W, et dépend de l'âge de la lampe ainsi que de sa puissance et du type de phosphore. Malgré tout, une lampe « mercure » reste plusieurs fois supérieure aux lampes à incandescence.
La lumière étant dans ce cas principalement produite par la luminescence, celle-ci est principalement composée d'ultraviolet (254 nm pour le mercure : UVC), mais aussi de lumière verte et bleue, ce qui donne à une lampe sans phosphore une teinte bleutée ou verdâtre. Il peut être souhaitable (mais non indispensable) d'augmenter par fluorescence la longueur d'onde de la lumière émise, en ajoutant sur les parois du tube une poudre blanche qui diminue la fréquence des ondes émises pour les décaler dans le spectre visible. Selon la composition chimique de ces poudres, il est possible d'obtenir un grand éventail de couleurs.
Dans le cas des lampes à vapeur de mercure haute pression, au moment où la lampe s'allume seul un arc à basse pression se produit et une faible quantité de lumière est émise. La pression augmentant avec la température le mercure se vaporise, un arc à haute pression se forme et l'émission de lumière s'accroît. La lampe demande environ 5 minutes avant de produire son flux lumineux maximal. Leur température de couleur se situe entre 4 000 et 5 000 K.
Les lampes à vapeur de mercure ont été massivement introduites entre les années 1940 et 1970 dans l'éclairage public, elles avaient l'avantage d'avoir un faible coût d'achat. Elles ont toutefois été majoritairement remplacées par les lampes à vapeur de sodium haute pression, plus économes en énergie et qui émettent une lumière faisant mieux ressortir les détails de la chaussée, mais aussi qui sont plus faciles à filtrer par les astronomes. Ces sources lumineuses sont aussi plus rentables, surtout au niveau de l'efficacité lumineuse. Les sources d'éclairage au mercure sont encore aujourd'hui très largement utilisées sous forme de petits luminaires de 400 W, pour éclairer des bâtiments industriels (usines, hangars, etc.). Elles ont également la particularité de porter le surnom de ballons fluorescents.
Le règlement européen CE du 18 mars 2009 relatif à l’« écoconception » des lampes a interdit la vente de lampes à vapeur de mercure haute pression, aussi appelées ballons fluorescents, jugées comme faisant partie des lampes les moins performantes et les plus polluantes.